# Base aérienne 104 Dugny-Le Bourget
La Base aérienne 104 Dugny-Le Bourget était une base aérienne de l'Armée de l'air française, créée en 1914 et fermée en 1985 (à ne pas confondre avec la base Aérienne 725 Chambéry-Le Bourget-du-Lac, également fermée en 1985). Elle a partagé le terrain (notamment la piste 03/21) avec la base d'aéronautique navale Dugny, créée le 1er janvier 1955 et fermée en juin 2011.

## Historique
Au déclenchement de la Première Guerre mondiale, l'armée décide la construction d'un camp d’aviation visant à protéger Paris des attaques aériennes allemandes. Cette vaste infrastructure militaire prend place sur un terrain de 220 ha réquisitionné sur les communes de Dugny (197 ha) et du Bourget (24 ha). Entre octobre 1914 et août 1918, elle reçoit ainsi une importante réserve générale d’aviation comprenant jusqu’à cinq cents avions, ainsi que les escadrilles du camp retranché de Paris (CRP). Y stationnent alors les as Georges Guynemer, Charles Nungesser ou Roland Garros,
En 1919, la réutilisation partielle du camp du Bourget-Dugny est actée, pour y aménager le premier port aérien civil de Paris. Une emprise de 60 ha, située le long de la route de Flandre, est alors retirée aux militaires qui conservent le reste du site pour accueillir le 34e régiment d’aviation. C'est le début de l'aéroport de Paris-Le Bourget.
Charles Lindbergh y a été accueilli en 1927, lors de son atterrissage au Bourget, après la première traversée de l'atlantique en avion.
Durant la Seconde Guerre mondiale, les Allemands occupent la base militaire de Dugny que les alliés bombardent en 1943, détruisant la ville à plus de 98 %.
De 1947 à 1953, s'y trouve le Groupe de Transport "Maine", GT II/61, qui contribue à la création de la 61e Escadre de Transport, à la base aérienne 123 Orléans-Bricy. La 64e escadre de Transport a regroupé les groupes de transport: no 1/64 "Béarn" (équipé de Nord 2501 "Noratlas") et 2/64 "Maine 'équipé de Breguet "deux ponts" et d'un Douglas DC 6B). La 64e escadre a quitté la BA 104 le 1er novembre 1967, pour la BA 105 d'Évreux.
Le 1er janvier 1955, l'Aéronavale s'installe également sur ce terrain, avec la Base d'aéronautique navale (BAN) de Dugny. 
L'emprise militaire s'étend alors sur une trentaine d'hectares, 22 pour l'EAN et 12 pour le district de transport aérien. Elle assure le soutien de l'escadrille 11 S. Le 27 juillet 1981, la BAN Dugny-Le-Bourget succède à l'Escale aéronavale (EAN). 
La BA 104 est dissoute le 1er octobre 1984, puis le 1er aout 1998, c'est le tour de la BAN. L'AEN prend sa suite devenant un centre d'accueil pour la JAPD.
La base ferme le 30 juin 2011.
Elle a abrité de nombreuses unités de l'Armée de l'air, dont le Centre d'instruction militaire de la Cité de l'Air, déplacé en 1984 à la Base aérienne 122 Chartres-Champhol. Les hangars de l'ancienne base accueillent les réserves du Musée de l'Air et de l'Espace.
La base abrite depuis octobre 2016 un centre Airbus Helicopters dédié aux pales d'hélicoptères.